# Bernard L. Kowalski
Bernard Louis Kowalski (* 2. August 1929 in Brownsville, Texas; † 26. Oktober 2007 in Los Angeles) war ein US-amerikanischer Filmregisseur, Filmproduzent und Drehbuchautor.

## Biografie
Kowalski begann seine Filmkarriere 1934 im Alter von fünf Jahren als Statist an der Seite von Schauspielgrößen wie Errol Flynn. Zu seinen ersten Filmen zählt der 1939 produzierte Dodge City und der ein Jahr später realisierte Streifen Virginia City.
Kowalskis Arbeit hinter der Kamera begann 1946 – er war damals 17 Jahre alt –, als er als Angestellter seines Vaters, der in Hollywood als Regieassistent und Produktionsleiter arbeitete, erste Erfahrungen sammeln konnte.
Der Sohn machte bald darauf Karriere. So agierte er nur kurz als Regieassistent in der Fernsehserie Medic, die zwischen 1954 und 1956 gedreht wurde. Nur ein Jahr nach Beginn seiner Tätigkeit als Regieassistent konnte Kowalski bereits zum ersten Mal Regie in der bis heute bekannten Westernserie Rauchende Colts führen.
Weitere Film- und Fernsehprojekte folgten.
Die 9. Folge (Die Wahrheit) der 5. Staffel von One Tree Hill war ihm gewidmet.

## Filmografie (Auswahl)

### Regisseur
- 1958: Die letzte Mahnung war aus Blei (Hot Car Girl)
- 1958: Das Grauen um Mitternacht (Night of the Blood Beast)
- 1959: Katakomben des Grauens (Attack of the Giant Leeches)
- 1959: Blood and Steel
- 1961: Perry Mason (Fernsehserie, 6 Episoden)
- 1962: Die Unbestechlichen (The Untouchables, Fernsehserie, 7 Episoden)
- 1963: Heute Abend Dick Powell (The Dick Powell Show, Fernsehserie, 3 Episoden)
- 1964–1965: Tausend Meilen Staub (Rawhide, Fernsehserie, 3 Episoden)
- 1966: Kobra, übernehmen Sie (Mission: Impossible, Fernsehserie, 3 Episoden)
- 1966: Rauchende Colts (Gunsmoke, Fernsehserie, 2 Episoden)
- 1968: Krakatoa – Das größte Abenteuer des letzten Jahrhunderts (Krakatoa, East of Java)
- 1969: Stiletto
- 1970: Macho Callahan
- 1971: Panik in den Wolken (Terror in the Sky, Fernsehfilm)
- 1971: Columbo: Mord mit der linken Hand (Death Lends a Hand, Fernsehfilm)
- 1971: Black Noon (Fernsehfilm)
- 1972: Terror in Block C (Women in Chains, Fernsehfilm)
- 1972: Two for the Money (Fernsehfilm)
- 1972: The New Healers (Fernsehfilm)
- 1972: The Woman Hunter (Fernsehfilm)
- 1972: Die Straßen von San Francisco (The Streets of San Francisco, Fernsehserie, 1 Episode)
- 1973: Sssnake Kobra (Sssssss)
- 1974: Detektiv Rockford – Anruf genügt (The Rockford Files, Fernsehserie, 1 Episode)
- 1974: Columbo: Geld, Macht und Muskeln (An Exercise in Fatality, Fernsehfilm)
- 1975: Columbo: Playback (Fernsehfilm)
- 1975–1978: Baretta (Fernsehserie, 10 Episoden)
- 1976: Columbo: Mord im Bistro (Fade in to Murder, Fernsehfilm)
- 1977: Flight to Holocaust (Fernsehfilm)
- 1978: Eines Tages in Galiläa (The Nativity, Fernsehfilm)
- 1979: Rocky Marciano (Marciano, Fernsehfilm)
- 1980: Nightside (Fernsehfilm)
- 1982–1984: Knight Rider (Fernsehserie, 7 Episoden)
- 1983–1987: Magnum (Magnum, P.I., Fernsehserie, 4 Episoden)
- 1984: Simon & Simon (Fernsehserie, 1 Episode)
- 1984: Mike Hammer (Mickey Spillane’s Mike Hammer, 1 Episode)
- 1984–1986: Airwolf (Fernsehserie, 3 Episoden)
- 1989: Nashville Beat (Fernsehfilm)
- 1989–1992: Jake und McCabe – Durch dick und dünn (Jake and the Fatman, Fernsehserie, 16 Episoden)
- 1995–1996: Baywatch Nights (Fernsehserie, 2 Episoden)
- 1996–2000: Diagnose: Mord (Diagnosis Murder, Fernsehserie, 3 Episoden)

### Produzent
- 1963: Heute Abend Dick Powell (The Dick Powell Show, Produzent)
- 1964–1965: Tausend Meilen Staub (Rawhide, Produzent)
- 1975–1977: Baretta (Executive Producer)
- 1985–1986: Airwolf (Executive Producer)
- 1989–1992: Jake und McCabe – Durch dick und dünn (Jake and the Fatman, Executive Producer)

### Drehbuchautor
- 1992: Jake und McCabe – Durch dick und dünn (Jake and the Fatman, Fernsehserie, 1 Episode)

## Auszeichnungen
Für seine Arbeit an der Krimiserie Baretta wurde Kowalski 1976 und 1977 jeweils einmal für den Emmy nominiert.